# Margaret McMillan

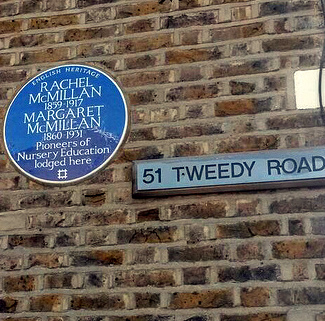
Blue Plaque für McMillan und ihre Schwester Rachel, Bromley.

Margaret McMillan (* 20. Juli 1860 im Westchester County, New York; † 27. März 1931 in Harrow, London) war eine schottisch-britische Sozialreformerin und Pionierin der Vorschulerziehung. Sie arbeitete in Bradford und in benachteiligten Bezirken Londons, insbesondere in Deptford. Sie setzte sich für Reformen zur Verbesserung der Gesundheit von Kleinkindern ein und warb für den Education (Provision of Meals) Act 1906, der freie Schulspeisungen ermöglichte. Sie schrieb mehrere Bücher über Vorschulerziehung und leistete Pionierarbeit für einen spielerischen Ansatz, der erst viel später gewürdigt wurde.

## Leben
McMillan wurde als Tochter von James und Jean McMillan geboren. Ihre Eltern stammten aus Inverness, waren aber 1840 in die Vereinigten Staaten ausgewandert. Als sie vier Jahre alt war, starben ihr Vater und ihre Schwester Elizabeth an einer Scharlach-Epidemie, und McMillan wurde taub (sie erlangte ihr Gehör im Alter von vierzehn Jahren wieder). Daraufhin kehrte die Mutter mit ihren Töchtern Margaret und Rachel McMillan nach Schottland zurück, wo beide die Inverness High School besuchten. McMillans Mutter Jean McMillan starb 1877.
McMillan studierte Psychologie und Physiologie, gefolgt von Sprachen und Musik in Deutschland. 1887 lernte McMillan den christlichen Sozialismus kennen, las Artikel von William Morris und William Thomas Stead und zog im Juli 1888 zu ihrer Schwester nach London. Gemeinsam besuchten sie politische Versammlungen, wo sie Morris, Stead, H. M. Hyndman, Pjotr Alexejewitsch Kropotkin und Ben Tillett trafen. Im Jahr 1889 unterstützten McMillan und ihre Schwester die Arbeiter während des Londoner Dockstreiks. Im Jahr 1892 zogen sie nach Bradford. Dort traten sie der Fabian Society, der Labour Church, der Social Democratic Federation und der Independent Labour Party (ILP) bei.
Zusammen mit dem Schularzt von Bradford, James Kerr, führte McMillan die erste medizinische Untersuchung von Grundschulkindern in Großbritannien durch. Sie veröffentlichten einen Bericht und starteten eine Kampagne bei den lokalen Behörden, damit diese Toiletten einrichteten, die Belüftung verbesserten und kostenlose Schulmahlzeiten für Kinder bereitstellten.
1902 traten die Schwestern der neu gegründeten Labour Party bei und arbeiteten mit Keir Hardie und George Lansbury zusammen. McMillan begann, Bücher über Gesundheit und Bildung zu schreiben. Im Jahr 1904 veröffentlichte sie ihre wichtigsten Bücher, Education Through the Imagination und The Economic Aspects of Child Labour and Education. Dank McMillans Arbeit und ihrer gemeinsamen Kampagnenarbeit mit Katharine Glasier verabschiedete das Unterhaus den 1906 Provision of School Meals Act.
1908 eröffneten McMillan und ihre Schwester die erste Schulklinik Englands in Bow, gefolgt von der Deptford Clinic im Jahr 1910. Es folgte ein Nachtlager, in dem Slumkinder sich waschen und saubere Nachtwäsche tragen konnten. In The Child and the State, das 1911 veröffentlicht wurde, vertrat McMillan die Ansicht, dass die Schulen eine umfassende und humane Bildung vermitteln sollten, anstatt die Kinder auf ungelernte, monotone Tätigkeiten vorzubereiten.
McMillan und ihre Schwester setzten sich für das allgemeine Wahlrecht ein. Sie lehnten die Anwendung von Gewalt ab und neigten dazu, den Ansatz der National Union of Women’s Suffrage Societies (NUWSS) zu unterstützen. Allerdings waren sie mit der Art und Weise, wie Mitglieder der militanteren Women’s Social and Political Union (WSPU) im Gefängnis behandelt wurden, nicht einverstanden, und bei einer Versammlung, bei der sie gegen den sogenannten Cat and Mouse Act protestierten, wurden die Schwestern von einer Gruppe von Polizisten tätlich angegriffen.
1914 gründeten die Schwestern das Open-Air Nursery School & Training Centre in Deptford für Kinder von achtzehn Monaten bis sieben Jahren und für erwachsene Auszubildende. McMillan lud Persönlichkeiten wie George Bernard Shaw und Walter de la Mare ein, in Deptford vor Publikum zu sprechen. Am 25. März 1917 starb ihre Schwester Rachel McMillan. McMillan führte den Kindergarten weiter, den sie nach ihrer Schwester Rachel McMillan Open Air Nursery School nannte. McMillans Kindergarten in Deptford war der erste, der 1917 von Local Education Authority finanziert wurde.
1922 kam sie durch Millicent Mackenzie mit dem Werk Rudolf Steiners in Berührung und schloss sich der Initiative Educational Union for the Realization of Spiritual Values in Education an. Sie wurde eine der Organisatoren und Leiter der Konferenz 1923 in Ilkley, auf der Steiner den Vortragszyklus The New Art of Education hielt. Steiner besuchte ihre Einrichtungen und würdigte die Arbeit von McMillan und bezeichnete sie in seinem späteren Bericht als pädagogisches Genie. McMillan besuchte Dornach in der Schweiz und sah die erste Waldorfschule. Sie blieb mit der Arbeit der Anthroposophie verbunden und unterstützte die wachsende Bewegung der Waldorfschulen.
Später im Leben interessierte sie sich für die Krankenpflege und gründete im Mai 1930 in Deptford das Rachel McMillan College zur Ausbildung von Krankenschwestern und Lehrern.
1930 wurde sie zum Mitglied des Order of the Companions of Honour ernannt. McMillan starb 1931 in Harrow, London.

## Nachleben
Anfang Mai 1936 eröffnete der Duke of York das Margaret McMillan House. Es war das erste direkt für diesen Zweck errichtete Outdoor-Zentrum. Das Zentrum ist heute Teil der Wohltätigkeitsorganisation Widehorizons, die eine Reihe von Abenteueraktivitäten anbietet.
Das Margaret McMillan College wurde 1952 in Little Horton, Bradford, eröffnet und fusionierte 1975 mit dem Bradford College, wo es als McMillan School of Education weitergeführt wird.
Eine Blue plaque erinnert an McMillan und ihre Schwester Rachel in der Tweedy Road 51 in Bromley, wo die Schwestern wohnten.
Ein Park, der nach ihr benannt ist, befindet sich an der Stelle, an der sich eine der am meisten benachteiligten Straßen von Deptford befand.
In der Rachel McMillan Nursery School in Deptford befindet sich eine Gedenkstätte für Margaret McMillan, die unter Denkmalschutz steht.

## Veröffentlichungen (Auswahl)
- Early Childhood, S. Sonnenschein Co., London 1900.
- The Camp School, George Allen & Unwin, London 1917.
- Education Through the Imagination, George Allen & Unwin, London 1923.
- The Life of Rachel McMillan, J.M. Dent & Sons, London 1927.
- The Nursery School, J. M. Dent & Sons, London 1930.